# Oh No
Oh No (полн. имя: Майкл Джексон Вудроу Старший; не путать с другим певцом) — андеграунд хип-хоп музыкант из Окснарда, Калифорния. Младший брат другого хип-хоп продюсера Madlib’a, а также сын певца Отиса Джексона (Otis Jackson), и племянник джазового трубача Джона Фэддиса Jon Faddis.
Oh No с детства окружала музыка, но до 10 лет он интересовался видеоиграми. В этом возрасте он начал экспериментировать с музыкальным оборудованием брата. Он увидел, что брат сделал себе имя хип-хоп музыканта, и продолжил улучшать свои навыки рэпера и битмейкера, выступая со своей группой Kali Wild. В конечном счёте он появился на альбоме Lootpack Soundpieces: Da Antidote, записанном на лос-анджелесском лейбле Stones Throw Records.
Дебютный альбом Oh No The Disrupt вышел в 2004 году на Stones Throw Records. Общепринятый критиками, альбом отметился хитом «Move», спродюсированный J Dilla, который также был перемиксован и назван «Move Part 2». В это же время он участвовал на синглах других музыкантов, и писал музыку для Wildchild, MED и других. Он продюсировал Juggaknots, De La Soul, Murs и других музыкантов.
В августе 2006, Oh No выпустил альбом Exodus Into Unheard Rhythms, в котором использовано много семплов Гэлта Макдермота с участием множества музыкантов, большинство из которых с лейбла Stones Throw. Альбом был радушно принят критиками и Oh No вошёл в число значимых хип-хоп продюсеров. В 2007 году выходит альбом Dr. No’s Oxperiment. В альбоме задействовано много турецких, ливанских, греческих и итальянских семплов.
Оh No остается энергичным геймером — это слышно на альбоме The Disrupt — там используются семплы из видеоигры «Ride». Он — откровенный поклонник «сырого» хип-хопа. Он намекнул, что его несколько пессимистический псевдоним связан с его личными расстройствами и его собственного плохого поведения.
Состоит в группе «Gangrene» вместе с The Alchemist.

## Дискография

### Альбомы
- 2004: The Disrupt, CD/LP
- 2005: The Disrupt Instrumentals, LP
- 2006: Exodus Into Unheard Rhythms, CD/LP
- 2006: Exodus Into Unheard Rhythms Instrumentals, LP
- 2007: Dr. No's Oxperiment, CD/LP
- 2009: Dr. No's Ethiopium, CD/LP
- 2015: The Alchemist & Oh No Present Welcome to Los Santos[1], CD

### Видеоигры
- 2013: Grand Theft Auto V — заглавная тема
- 2015—2017: Grand Theft Auto Online — обновления «Лоурайдеры» и «Торговля оружием»[2]

### Промо
- 2008: Oh No vs. Now-Again, Digital
- 2008: Oh No vs. Percee P, Digital
- 2008: Oh No vs. Oneness Of Juju, Digital

### Микстейпы
Hosted by Oh No & Mixed by DJ DoubleDose
- 2004: The Disrupt Chronicles Vol. 2, CD
- 2005: The Disrupt Chronicles Part 0, CD

Oh No, Roc C & DJ Rhettmatic
- 2006: Turn That Shit Up, CD

### Синглы
- 2000: «Maximum Adrelanine» b/w «Earthquake» (prod. Madlib), 12" (Oh No & Sauna as The Epitome)
- 2002: «Check It Out» (feat. Wildchild) b/w «You Wanna Test This», 12" (Oh No & Kazi)
- 2003: «Inna Opus» b/w «Rules Of Engagement» (feat. Wildchild), 12" (Oh No & Infamous MC)
- 2003: «Make Noise» b/w «Chump», 12"
- 2004: «Disruption Massacre» b/w «Put It All Together», 12"
- 2004: «The Ride» (feat. M.E.D.) b/w «Stomp That, V.2» (feat. Cornbread of Kali Wild), 12"
- 2005: «Move, Pt. 2» (feat. Roc C & J Dilla) (prod. J Dilla), 12"
- 2006: «Gets Mine» (feat. Buckshot) b/w «Lights Out» (feat. Frank-N-Dank), 12"
- 2006: «It’s All The Same», 12" (Otis Jackson & Oh No)
- 2006: «Pandemonium (Twister, Huh, What)» b/w «Louder (Stepson Of The Clapper)», 12" (Oh No & Roc C over tracks from J Dilla's Donuts)

### Stones Throw Fan Club 45
- 2004: «Last Tango in Oxnard» (#11), 7"
- 2004: «Falling» b/w «Falling» (by Dudley Perkins) (#12), 7"
- 2006: «Believe» b/w «Fast Drive Fast» (#19), 7"
- 2007: «Ghetto First» (#22), 7"